# ライヒェンバッハの戦い
ライヒェンバッハの戦い（独: Schlacht bei Reichenbach）は、七年戦争中の1762年8月16日、プロイセン王国とハプスブルク帝国の間で生起した戦闘である。

## 背景
プロイセン軍はブルケルスドルフの戦いの後、ダウン指揮下のオーストリア軍がオイレン高地に撤退するとシュヴァイトニッツの要塞を包囲した（第四次シュヴァイトニッツ包囲戦）。8月初め、フリードリヒ大王の許へ、ダウンが糧秣の主要な集積地をブラウナウ（Braunau）からハーベルシュヴェアト（Habelschwerdt）へ移した旨、報告が入る。大王はオーストリア軍が、シュヴァイトニッツ要塞の解囲を目指しているものと見た。この推定は、ベック大将率いるオーストリア軍が上シレジアを発し、ダウン指揮下の主力軍に合流したことで裏付けられた。それを受けて、フリードリヒ大王はブラウンシュヴァイク＝ヴォルフェンビュッテル＝ベーヴェルン公アウグスト・ヴィルヘルムの部隊を呼び寄せる。8月13日、プロイセン軍はライヒェンバッハ南西のパイラウ（Peilau）で合流を果たした。
フリードリヒ大王は、ヴァータ（Wartha）からズィルバーベルクの間に集結するオーストリア軍からの攻撃を退けるべく、準備を開始し、軍団を二分した。ベーヴェルン公に従う14個大隊および砲兵が左翼をフィッシャーベルク（Fischerberg）に置きつつ、パイラウの中心から下流にかけて東進する一方、メレンドルフ少将は10個大隊および砲兵を率いて右翼を丘陵地帯に置きつつ、ペータースヴァルダウ（Peterswaldau）に展開した。大王は後者の部隊と行動をともにする。
これらの二つの部隊の配置は、1本の折れ線を描いていた。そして、その角はライヒェンバッハにあった。またこの中間地点を補強し、相互の連絡を確保するためにヴェルナー中将指揮下の30個騎兵中隊が前哨部隊をヘアラインベルク、フートベルク（Hutberg）、そしてライヒェンバッハ東方のヘアレンフォアヴェルク（Herrenvorwerk）に置きつつ、ペータースヴァルダウの南方に配置された。ツィーテン大将指揮下の騎兵43個中隊は、後方のパイスカースドルフ（Peiskersdorf）で丘陵地帯の出口を固めた。
フリードリヒ大王は命令を発し、先に攻撃を受けた部隊は、他の部隊の来援を得るまで防御に徹するようにさせた。

## 戦闘の推移
オーストリア軍は8月15日、ズィルバーベルクの周辺に戦力（4,7000名から4,8000名）を結集し、8月16日の午前2時に3個の戦列に分かれ、パイラウに展開するプロイセン軍左翼を攻撃するべく前進を開始する。ラシー大将が率いる右側の戦列はシューンヴァルデ（Schönwalde）からハーベンドルフへ進み、オドネル大将指揮下の中央の戦列はランゲンビーラウ（Langenbielau）へ、そしてラウドン大将指揮下の左の戦列はノイビーラウ（Neubielau）へ向かった。ブレンターノ中将率いる前衛部隊は、激しい戦闘を経てプロイセン軍をランゲンビーラウから駆逐し、同地を占領した。正午頃、オーストリア軍はハーベンドルフとヘアラインベルクを結ぶ線上を移動し、テントを設営し始める。同軍による、さらなる攻撃は翌日以降にずれ込むものと思われた。
しかし午後3時頃、オーストリア軍はテントを畳むと再び移動を開始する。前衛部隊と中央の戦列はパイラウの中央および下流を通過したが、フィッシャーベルクからプロイセン軍の砲兵と歩兵に迎撃を受け、足止めされた。そして両軍の砲兵による砲火の応酬が始まる。同時にラシー大将指揮下のオーストリア軍右翼が、丘陵地帯に隠れつつパイラウ上流から前進した。またベック大将率いる強力な部隊が、察知されることなくプロイセン軍を迂回し、フィッシャーベルクを側面および後背から襲撃する。
ベーヴェルン公はペータースヴァルダウから来援する大王を待っていたので、その場を防衛していた。そしてベック指揮下のオーストリア軍を、ひとまずショーバーグルント（Schobergrund）の湿地帯で足止めすることができた。ハーベンスドルフの高地から戦いの推移を見ていたダウン元帥は、午後5時半にラシー大将へ、フィッシャーベルクに対する攻撃の中止と撤退を命じた。ライヒェンバッハに向かう、強力なプロイセン軍部隊の存在を報告されたからである。このようにして、ベーヴェルン公とその部隊は完全に迂回されずに済んだ。
午後6時にはヴェルナー中将が、ライヒェンバッハを右側に臨みつつ、有力な騎兵部隊および騎馬砲兵の全て（大砲16門）をもって前進し、状況に介入した。またメレンドルフ少将指揮下の9個大隊も、それに続く。攻撃の目標となったのは、パイラウの中央および下流から襲来するオーストリア軍である。これら騎兵部隊の行動は、砲兵の援護を受けていた。
オーストリア側による自軍左翼への増援は、もはや間に合わなかった。オーストリア騎兵はプロイセン騎兵によって「一気に制圧」され、パイレ川（Peile）に追い落とされたので、ブレンターノ中将は指揮下の左翼部隊の撤収を強いられた。その後、ダウン元帥はラシー大将とブレンターノ中将に戦闘の中断と、ハーベンドルフの陣への帰還を命じる。ベック大将も再び退かねばならなかった。ヴェルナー中将の迅速な前進が、プロイセン軍に勝利をもたらしたのである。

## 戦闘の影響
フリードリヒ大王は、主目標をシュヴァイトニッツの制圧に置いていたので、オーストリア軍の追撃を断念した。そのため、メレンドルフ少将の戦列はベーヴェルン公の部隊と合流する。8月17日には斥候が、ズィルバーベルクを目指すダウン元帥の撤退を報告した。結局、シュヴァイトニッツ要塞は5週間後に陥落した。
プロイセン軍では138名が戦死し、234名が負傷し614名が行方不明となった一方、オーストリア軍では約800名が死傷し、340名が捕虜となった。

## 文献
- Das Treffen bei Reichenbach in Schlesien Zwischen Einem Korps Preussen Unter Den Befehlen Des Herzogs Von Braunschweig-Bevern Und Den Kaiserl. Königl. Truppen Unter Anführung Der Generale Lascy Und Beck am 16ten August 1762 (Digitalisat)

（ドイツ語版の記事に挙げられていたもので、翻訳者が項目の作成にあたり、閲覧したものではありません）